# Monee
Monee är en ort (village) i Will County, i delstaten Illinois, USA. Enligt United States Census Bureau har orten en folkmängd på 5 179 invånare (2011) och en landarea på 11,5 km².